# Geelkapspechtpapegaai
De geelkapspechtpapegaai (Micropsitta keiensis) is een vogel uit de familie
Psittaculidae (papegaaien van de Oude Wereld).

## Verspreiding en leefgebied
Deze soort is endemisch in Nieuw-Guinea en telt twee ondersoorten:
- M. k. keiensis: Kei-eilanden en Aru-eilanden en het zuidelijk deel van Nieuw-Guinea.
- M. k. chloroxantha: Raja Ampat-eilanden en de Vogelkop.